# Jungo Fujimoto
Jungo Fujimoto (藤本淳吾?, Fujimoto Jungo; Kanagawa, 24 marzo 1984) è un ex calciatore giapponese, di ruolo centrocampista.

## Biografia
È figlio di Koju Fujimoto (1957), che ricoprì il ruolo di attaccante nel Nippon Kokan fra il 1975 e il 1984, collezionando una presenza in massima serie.

## Statistiche

### Cronologia presenze e reti in nazionale
| Cronologia completa delle presenze e delle reti in nazionale ― Giappone | Cronologia completa delle presenze e delle reti in nazionale ― Giappone | Cronologia completa delle presenze e delle reti in nazionale ― Giappone | Cronologia completa delle presenze e delle reti in nazionale ― Giappone | Cronologia completa delle presenze e delle reti in nazionale ― Giappone | Cronologia completa delle presenze e delle reti in nazionale ― Giappone | Cronologia completa delle presenze e delle reti in nazionale ― Giappone | Cronologia completa delle presenze e delle reti in nazionale ― Giappone |
| Data                                                                    | Città                                                                   | In casa                                                                 | Risultato                                                               | Ospiti                                                                  | Competizione                                                            | Reti                                                                    | Note                                                                    |
| ----------------------------------------------------------------------- | ----------------------------------------------------------------------- | ----------------------------------------------------------------------- | ----------------------------------------------------------------------- | ----------------------------------------------------------------------- | ----------------------------------------------------------------------- | ----------------------------------------------------------------------- | ----------------------------------------------------------------------- |
| 24-3-2007                                                               | Yokohama                                                                | Giappone                                                                | 2 – 0                                                                   | Perù                                                                    | Amichevole                                                              | -                                                                       | 85’                                                                     |
| 1-6-2007                                                                | Shizuoka                                                                | Giappone                                                                | 2 – 0                                                                   | Montenegro                                                              | Kirin Cup                                                               | -                                                                       | 89’                                                                     |
| 5-6-2007                                                                | Saitama                                                                 | Giappone                                                                | 0 – 0                                                                   | Colombia                                                                | Kirin Cup                                                               | -                                                                       | 88’                                                                     |
| 17-10-2007                                                              | Osaka                                                                   | Giappone                                                                | 4 – 1                                                                   | Egitto                                                                  | AFC Challenge Cup                                                       | -                                                                       | 73’                                                                     |
| 7-9-2010                                                                | Osaka                                                                   | Giappone                                                                | 2 – 1                                                                   | Guatemala                                                               | Amichevole                                                              | -                                                                       | 46’                                                                     |
| 9-1-2011                                                                | Doha                                                                    | Giappone                                                                | 1 – 1                                                                   | Giordania                                                               | Coppa d'Asia 2011 - 1º turno                                            | -                                                                       | 89’                                                                     |
| 29-1-2011                                                               | Doha                                                                    | Australia                                                               | 0 – 1 dts                                                               | Giappone                                                                | Coppa d'Asia 2011 - Finale                                              | -                                                                       | 56’ 4º titolo                                                           |
| 7-10-2011                                                               | Kobe                                                                    | Giappone                                                                | 1 – 0                                                                   | Vietnam                                                                 | Amichevole                                                              | -                                                                       |                                                                         |
| 11-10-2011                                                              | Osaka                                                                   | Giappone                                                                | 8 – 0                                                                   | Tagikistan                                                              | Qual. Mondiali 2014                                                     | -                                                                       | 77’                                                                     |
| 24-2-2012                                                               | Osaka                                                                   | Giappone                                                                | 3 – 1                                                                   | Islanda                                                                 | Amichevole                                                              | 1                                                                       | 64’                                                                     |
| 29-2-2012                                                               | Toyota                                                                  | Giappone                                                                | 0 – 1                                                                   | Uzbekistan                                                              | Qual. Mondiali 2014                                                     | -                                                                       | 59’                                                                     |
| 15-8-2012                                                               | Sapporo                                                                 | Giappone                                                                | 1 – 1                                                                   | Venezuela                                                               | Amichevole                                                              | -                                                                       | 74’                                                                     |
| Totale                                                                  |                                                                         | Presenze                                                                | 13                                                                      |                                                                         | Reti                                                                    | 1                                                                       |                                                                         |

## Palmarès

### Club

#### Competizioni nazionali
- Supercoppa del Giappone: 1

Nagoya Grampus: 2011

### Nazionale
- Coppa d'Asia: 1

2011

### Individuale
- Miglior giovane della J.League: 1

2006